# 모리유리섬
모리유리섬(モユルリ島)은 일본 홋카이도 네무로 지청 네무로시의 무인도이다.

## 지리
면적은 0.3 km2이고 높이는 해발 37m이다. 홋카이도 네무로 지청 네무로시에 위치하며 동쪽으로 오호츠크해가 있다. 남쪽으로는 유루리시마섬이 있다.

## 자연
홋카이도의 천연기념물로 지정되어 있다.

## 같이 보기
- 네무로시
- 네무로 지청
- 유루리시마섬